# Monasterio de la Visitación de Santa María (Vitoria)
El monasterio de la Visitación de Santa María, también conocido simplemente como monasterio de las Salesas, es un cenobio sito en el actual paseo de la Universidad de la ciudad española de Vitoria.

## Historia y descripción

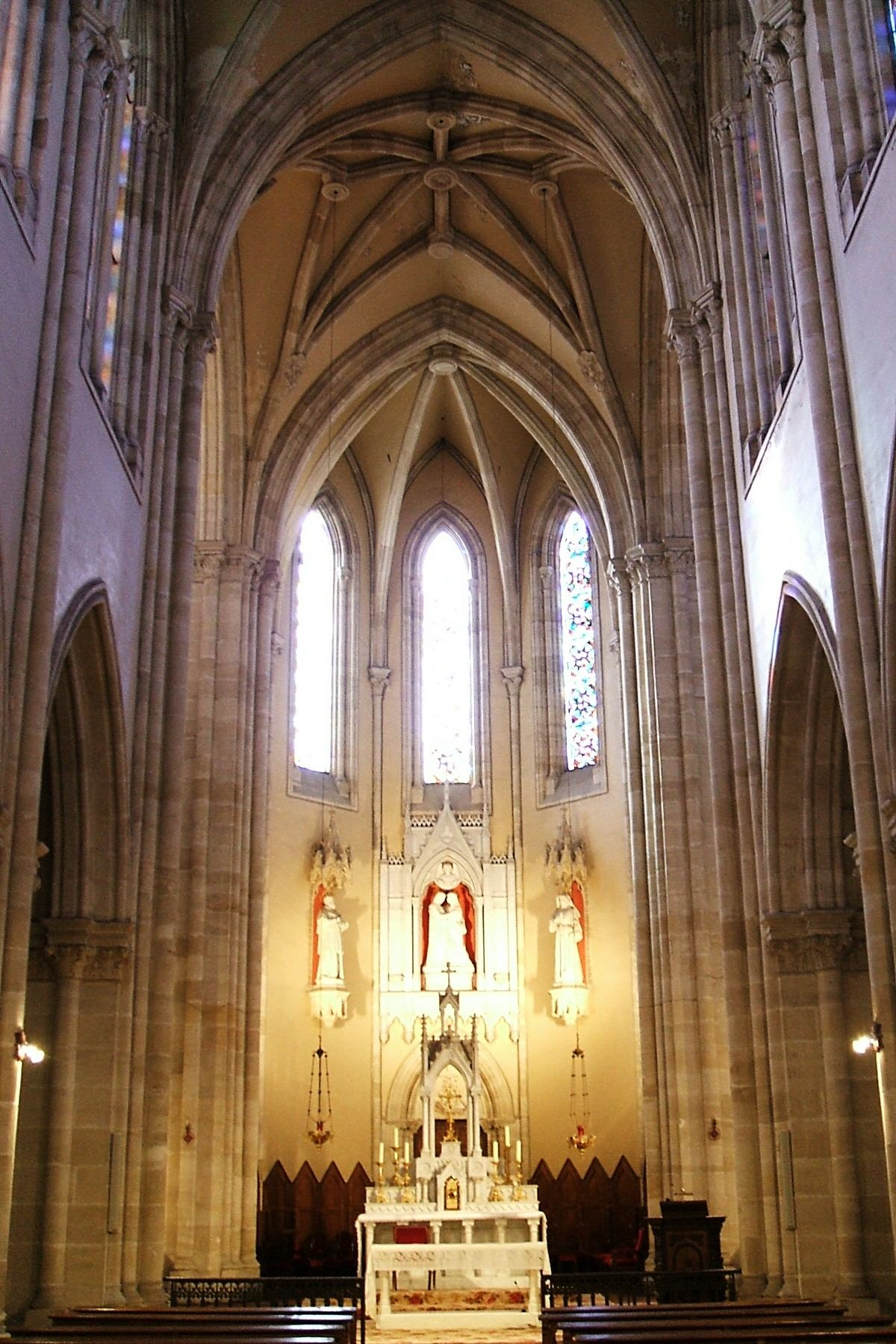
Interior de la iglesia del monasterio

Otrora monasterio-colegio, fue fundado por Rosario del Wal, religiosa profesa del matritense convento de las Salesas Reales. Para su construcción, hizo abrir un concurso privado para la presentación de un proyecto de la gran fábrica que pensaba levantar. El 26 de mayo de 1878, se eligió el ideado por Cristóbal Lecumberri, arquitecto oriundo de San Sebastián. Sin embargo, unas graves dolencias le impidieron acometer el encargo, que fue a parar a manos de Fausto Íñiguez de Betolaza, que se hizo cargo de los planos el 11 de junio de 1879. Si bien este arquitecto director se ciñó al primitivo proyecto en todo lo principal, varió algunos detalles, lo que, según asegura Colá y Goiti, contribuyó «al mejor efecto de la fábrica en construcción».
Hechos los estudios preparatorios necesarios, el 8 de diciembre de ese mismo año se colocó la primera piedra, puesta bajo el primer pilar del crucero en el lado del Evangelio, en el cual se grabaron, además de las cruces que exigía el ritual, unas inscripciones que señalaban el año y mencionaban al obispo, al arquitecto, a la propia Rosario de Wal y a Pablo Yurre, deán.
En origen, el edificio, construido al estilo de los del siglo XIII, aparecía levantado en el interior de un gran rectángulo de 228 metros de fondo por 223 m de fachada, que da sobre el paseo, con una gran verja en la parte central, dos pabellones destinados a los capellanes y el gran muro de circunvalación de clausura. La fachada del monasterio dista veinte metros de la verja mencionada y paralela a esta mide 406 metros y las laterales, 69 m. El cuerpo general de la fábrica, señala Colá y Goiti, puede considerarse dividido en tres cuerpos que realmente aparecen distintos y determinados, así por su disposición como por los destinos a cuyo servicio se levantan. Esos cuerpos son dos iguales y simétricos de 38 m de frente por 69 m de fondo, destinados el del oeste a convento y el del este a colegio, y otro en el centro de ambos, con treinta metros de frente por 55 m de fondo, entrante la fachada principal y posterior y destinado a iglesia. Esta fachada posterior de la iglesia corresponde con dos galerías superpuestas de tallada piedra de sillería y del estilo ojival, que es el del edificio, y las dos laterales del convento y colegio se interrumpen en su centro por dos cuerpos salientes coronados de almenas y destinados a escaleras y otros servicios accesorios.
La iglesia consta de tres naves, de 33 m de largo, sin contar el pórtico, por quince de ancho; las naves son de cinco arcadas incluido el cruce, y los coros de religiosas, educandas y de música están bien separados por grandes patios, el último de aquellos con salida independiente de la clausura. Los dos cuerpos laterales tienen igual distribución y se componen de grandes sótanos de ventilación, pisos bajos destinados a la vida diario o de comunidad y los superiores, para dormitorios. Los dos cuerpos están alumbrados interiormente por grandes patios, en cuyo derredor corren grandes claustros de bóveda y aristones de piedra.

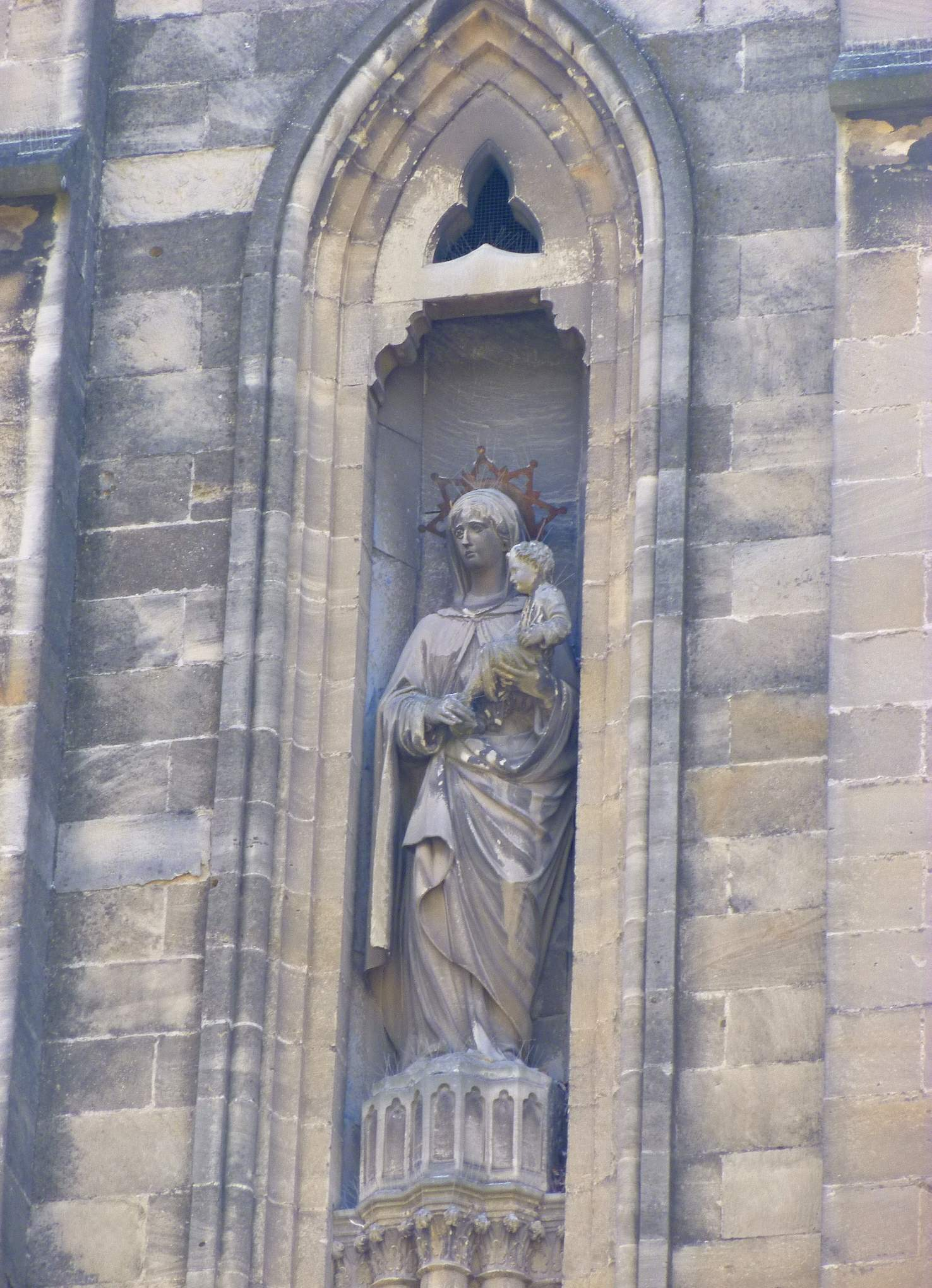
Detalle de una estatua que reposa en unas de las fachadas del monasterio

La crujía del mediodía, formada por toda la fábrica, la ocupan las esbeltas galerías mencionadas y las enfermerías para las hermanas y las educandas. «Será en su exterior realzada grandemente, según parece, por ricas y amplias graderías de ingreso, hechas de mármol blanco, y en su interior por numerosas estatuas de la misma materia encargadas ya a los más notables artistas nacionales. Resumiendo: este Monasterio será uno de los primeros monumentos de Vitoria y de España», aventuraba Colá y Goiti antes de que la instalación estuviese lista.
En 2020, vivían en el monasterio veintidós monjas de clausura.